# Tubores
Tubores é um município da Venezuela localizado no estado de Nueva Esparta.
A capital do município é a cidade de Punta de Piedras.